# Real Murcia CF
A Real Murcia CF, a sajtóban sokszor egyszerűen Real Murcia, teljes nevén Real Murcia Club de Fútbol, S.A.D. egy spanyol labdarúgócsapat. A klubot 1908-ban alapították, jelenleg a harmadosztályban szerepel. A klub stadionja az Estadio Nueva Condomina, amely 33.045 néző befogadására alkalmas.

## Jelenlegi keret
| #  |     | Poszt | Név            |
| -- | --- | ----- | -------------- |
| 1  | ESP | K     | Alberto        |
| 2  | ESP | V     | Mario Marín    |
| 3  | ESP | V     | Góngora        |
| 4  | ESP | KP    | Aguilera       |
| 5  | ESP | KP    | Cámara         |
| 6  | ESP | V     | Óscar Sánchez  |
| 7  | ESP | KP    | Abraham        |
| 8  | ESP | KP    | Pedro          |
| 9  | ESP | CS    | Chando         |
| 10 | ESP | CS    | Molino         |
| 11 | ESP | CS    | Aquino         |
| 12 | ESP | V     | Amaya          |
| 13 | VEN | K     | Dani Hernández |

| #  |     | Poszt | Név                     |
| -- | --- | ----- | ----------------------- |
| 14 | ESP | KP    | Cañadas                 |
| 15 | ESP | V     | Luciano                 |
| 16 | ESP | KP    | Carles                  |
| 17 | ESP | CS    | Enrique García Martínez |
| 18 | ESP | KP    | Albiol                  |
| 19 | ESP | V     | Ander Gago              |
| 20 | ESP | KP    | Richi                   |
| 21 | ESP | KP    | Isaac Jové              |
| 22 | ESP | V     | Gotor                   |
| 23 | ESP | KP    | Urzaiz                  |
| 26 | ESP | CS    | Rosquete                |

## Statisztika

### Legutóbbi szezonok
| Szezon    |    | Poz. | Mérk. | Gy | D  | V  | RG | KG | P  | Kupa | Megjegyzés |
| --------- | -- | ---- | ----- | -- | -- | -- | -- | -- | -- | ---- | ---------- |
| 2002-2003 | 2D | 1    | 42    | 23 | 10 | 9  | 59 | 22 | 79 |      | Feljutott  |
| 2003-2004 | 1D | 20   | 38    | 5  | 11 | 22 | 29 | 57 | 26 |      | Kiesett    |
| 2004-2005 | 2D | 12   | 42    | 15 | 9  | 18 | 40 | 52 | 54 |      |            |
| 2005-2006 | 2D | 16   | 42    | 13 | 13 | 16 | 41 | 40 | 52 |      |            |
| 2006-2007 | 2D | 3    | 42    | 21 | 13 | 8  | 62 | 45 | 76 |      | Feljutott  |
| 2007-2008 | 1D | 19   | 38    | 7  | 9  | 22 | 36 | 65 | 30 |      | Kiesett    |
| 2008-2009 | 2D | 14   | 42    | 14 | 10 | 18 | 48 | 58 | 52 |      |            |

### Az eddigi összes szezon
| Szezon  | Osztály | Poz. | Copa del Rey |
| ------- | ------- | ---- | ------------ |
| 1929    | 3ª      | 2.   |              |
| 1929/30 | 2ª      | 8.   |              |
| 1930/31 | 2ª      | 7.   |              |
| 1931/32 | 2ª      | 5.   |              |
| 1932/33 | 2ª      | 3.   |              |
| 1933/34 | 2ª      | 3.   |              |
| 1934/35 | 2ª      | 2.   |              |
| 1935/36 | 2ª      | 1.   |              |
| 1939/40 | 2ª      | 1.   |              |
| 1940/41 | 1ª      | 12.  |              |
| 1941/42 | 2ª      | 2.   |              |
| 1942/43 | 2ª      | 3.   |              |
| 1943/44 | 2ª      | 2.   |              |
| 1944/45 | 1ª      | 11.  |              |
| 1945/46 | 1ª      | 11.  |              |
| 1946/47 | 1ª      | 12.  |              |
| 1947/48 | 2ª      | 11.  |              |
| 1948/49 | 2ª      | 7.   |              |
| 1949/50 | 2ª      | 2.   |              |

| Szezon  | Osztály | Poz. | Copa del Rey |
| ------- | ------- | ---- | ------------ |
| 1950/51 | 1ª      | 14.  |              |
| 1951/52 | 2ª      | 5.   |              |
| 1952/53 | 2ª      | 11.  |              |
| 1953/54 | 2ª      | 12.  |              |
| 1954/55 | 2ª      | 1.   |              |
| 1955/56 | 1ª      | 13.  |              |
| 1956/57 | 2ª      | 3.   |              |
| 1957/58 | 2ª      | 3.   |              |
| 1958/59 | 2ª      | 6.   |              |
| 1959/60 | 2ª      | 7.   |              |
| 1960/61 | 2ª      | 8.   |              |
| 1961/62 | 2ª      | 8.   |              |
| 1962/63 | 2ª      | 1st  |              |
| 1963/64 | 1ª      | 12.  |              |
| 1964/65 | 1ª      | 13.  |              |
| 1965/66 | 2ª      | 10.  |              |
| 1966/67 | 2ª      | 7.   |              |
| 1967/68 | 2ª      | 6.   |              |
| 1968/69 | 2ª      | 8.   |              |

| Szezon  | Osztály | Poz. | Copa del Rey |
| ------- | ------- | ---- | ------------ |
| 1969/70 | 2ª      | 18.  |              |
| 1970/71 | 3ª      | 9.   |              |
| 1971/72 | 3ª      | 1.   |              |
| 1972/73 | 2ª      | 1.   |              |
| 1973/74 | 1ª      | 15.  |              |
| 1974/75 | 1ª      | 18.  |              |
| 1975/76 | 2ª      | 17.  |              |
| 1976/77 | 3ª      | 1.   |              |
| 1977/78 | 2ª      | 5.   |              |
| 1978/79 | 2ª      | 14.  |              |
| 1979/80 | 2ª      | 1.   |              |
| 1980/81 | 1ª      | 16.  |              |
| 1981/82 | 2ª      | 5.   |              |
| 1982/83 | 2ª      | 1.   |              |
| 1983/84 | 1ª      | 11.  |              |
| 1984/85 | 1ª      | 18.  |              |
| 1985/86 | 2ª      | 1.   |              |
| 1986/87 | 1ª      | 5.   |              |
| 1987/88 | 1ª      | 17.  |              |
| 1988/89 | 1ª      | 19.  |              |
| 1989/90 | 2ª      | 9.   |              |

| Szezon  | Osztály | Poz. | Copa del Rey |
| ------- | ------- | ---- | ------------ |
| 1990/91 | 2ª      | 3.   |              |
| 1991/92 | 2ª      | 11.  |              |
| 1992/93 | 2ªB     | 1.   |              |
| 1993/94 | 2ª      | 18.  |              |
| 1994/95 | 2ªB     | 17.  |              |
| 1995/96 | 3ª      | 1.   |              |
| 1996/97 | 2ªB     | 13.  |              |
| 1997/98 | 2ªB     | 8.   |              |
| 1998/99 | 2ªB     | 4.   |              |
| 1999/00 | 2ªB     | 2.   |              |
| 2000/01 | 2ª      | 13.  |              |
| 2001/02 | 2ª      | 15.  |              |
| 2002/03 | 2ª      | 1.   |              |
| 2003/04 | 1ª      | 20.  |              |
| 2004/05 | 2ª      | 12.  |              |
| 2005/06 | 2ª      | 16.  |              |
| 2006/07 | 2ª      | 3.   |              |
| 2007/08 | 1ª      | 19.  |              |
| 2008/09 | 2ª      | 14.  |              |
| 2009/10 | 2ª      | —    |              |

## Ismertebb játékosok
| - Roberto Bonano - José Luis Brown - Blas Giunta - Nicolás Medina - Daniel Aquino - Damián Timpani - Diego Figueroa - Luis Tonelotto - Rolando Zárate - Diego Quintana - José Acciari - Federico Azcárate - Francisco Maciel - Gabriel Loeschbor - Leonel Gancedo - Juan Esnáider - Mariano Fernández - Juan Carlos Olave - Sebastián Carrera | - Horacio Moyano - Juan Taverna - Abel Pérez - Emilio Pazos - Juan Sotelo - Pedro Chazarreta - Armando Husillos - Edgardo Madinabeytia - Juan Ramón Comas - Marcelo Carracedo - Tubo Fernández - Gilberto Alves - Edu Silva - João Paulo - Brasi - Guina - Luiz Carlos - Cícero Ramalho - Fernando Baiano | - Cesar Santis - Alen Peternac - Daniel Jensen - Iván Hurtado - Gifton Noel-Williams - Stephane Pignol - Andreas Reinke - Markus Kreuz - Josef Elting - Konstantinos Chalkias - “El Macho” Figueroa - Angelo Bollano - Mohammed Timoumi - Abderrahmane Kabous - Dick van Dijk - Aureliano Torres - Juan Casco - Clemente Rolón - Pablo Zegarra | - Cătălin Munteanu - Lucian Bălan - Bogdan Korac - Armando Merodio - Javier Sánchez Broto - José Luque - Luis García - Alejandro Meloño - Iván Alonso - Diego Alonso - Fabian Carini - Juan Salgueiro - Gustavo Fernández - Carlos Correa - Blas Romero - James Cantero - Julio Álvarez |

## Ismertebb edzők
- Fernando Daucik (1963-64)
- Antoni Ramallets (1964-65)
- Puskás Ferenc (1975)
- Kubala László (1986-87)
- John Toshack (2004)
- Joaquín Peiró
- Javier Clemente (2008)

## Külső hivatkozások
- Hivatalos weboldal (spanyolul)
- MurciaMania (spanyolul)